# Flete marítimo

El flete marítimo (en inglés, freight rate o freight) es la contraprestación económica por realizar un transporte por barco; esto es, el precio del transporte marítimo o del uso del buque. En términos generales, el precio depende del volumen de la mercancía, del peso de la misma y de la distancia hasta el punto de entrega.
Existen dos modos de contratación en el transporte marítimo, según las condiciones en que el fletador (o cargador) y el fletante (o transportista, porteador) pactan el transporte de la mercancía. Las navieras que ofrecen servicio en «línea regular» disponen de agentes, conocen los puertos y sus condiciones de funcionamiento; por eso, pueden incluir en el flete algo más que el transporte marítimo, por ejemplo, carga, estiba, almacenaje, etc. Sin embargo, cuando el contrato de transporte es en «régimen tramp», la naviera no conoce los costes ni el funcionamiento de los puertos donde atracará el buque; por eso, los gastos que devengue la mercancía suelen ser por cuenta del cargador.
En el transporte marítimo es habitual calcular el flete por peso o volumen según la equivalencia de:

1 tonelada ⇔ 1 metro cúbico.

El flete base se cobra por cada tonelada o metro cúbico de mercancía transportada, según sea lo más ventajoso para la naviera. Por ejemplo, un flete de US$ 50 w/m indica que el precio del transporte será de 50 dólares USA por tonelada o metro cúbico de mercancía, lo que resulte mayor.
Las unidades de uso más frecuente para medir el flete son:
| Tonelada métrica | Metric ton | 1000 kg    | 2204 lb. |
| Tonelada corta   | Short ton  | 907,18 kg  | 2000 lb. |
| Tonelada larga   | Long ton   | 1016,16 kg | 2240 lb. |

Flete por volumen: se mide en metros cúbicos (1 metro cúbico = 35,31467 pies cúbicos) o en toneladas de 40 pies cúbicos (40 pies cúbicos = 1,13267 metros cúbicos).

## Transporte marítimo en «línea regular»
El transporte en línea regular está cubierto por el conocimiento de embarque. El coste del transporte en línea regular se divide en dos partes: flete básico (Ocean Freight, Blue Rate o Freight Rate), que cubre el transporte marítimo exclusivamente y los recargos o «factores de ajuste», que cubren costes adicionales que el naviero no puede controlar, son gastos previos o posteriores al embarque. Por eso, es imprescindible entender las condiciones en que se contrata el flete.
El flete depende de algunas circunstancias que pueden hacer que aumente, con los llamados «factores de ajuste» (o adjustment factors) y los recargos (o surcharges), o que disminuya, debido a rebajas (o rebates) y descuentos (allowances) que se suelen aplicar en forma de porcentaje. Se denomina «flete ajustado» al resultado de sumar los recargos y restar los descuentos que se apliquen al flete básico.

### Términos de línea oLiner Term
Al contratar el transporte marítimo se debe conocer qué operaciones y gastos están incluidos en el flete. Los términos de línea o liner terms son las condiciones, establecidas por la naviera, en las que el buque de línea toma a su cargo la mercancía; dependen del tráfico y de la «costumbre de la línea». Especifican las operaciones complementarias al transporte marítimo (de arrastre, remolque o carga de la mercancía), tanto en origen como en destino, que están incluidas en el flete.
En los puertos españoles suele emplearse la fórmula «Strict Liner Terms» o «Liner Terms muelle-muelle», que implica que están incluidos en el flete los gastos de estiba y desestiba; esto es, que el cargador entrega la mercancía al costado del buque y el consignatario los retira en las mismas condiciones en el puerto de destino. También se conocen como LILO (iniciales en inglés de Liner In Liner Out); la carga en el puerto de origen y la descarga en el puerto de destino corren por cuenta de la línea, está libre de gastos de carga y descarga para el cargador, fletador o exportador. Además, existen otros:
- FILO, Free In Liner Out, la carga en el puerto de origen corre por cuenta de la mercancía (esto es, del cargador) y la descarga en el puerto de destino por la del buque de línea.
- LIFO, Liner In Free Out, la carga en el puerto de origen corre por cuenta del buque de línea y la descarga en el puerto de destino por cuenta de la mercancía (esto es, del consignatario).

## Transporte marítimo en régimen «tramp»
En este régimen tramp se realiza el transporte de grandes volúmenes de mercancía, como graneles sólidos (cereales, minerales…), graneles líquidos (petróleo…), productos industriales que se transportan en gran número de unidades (como automóviles o plantas de fabricación completas).
Este régimen de fletamento permite a los cargadores obtener fletes por unidad muy inferiores a los que ofrece el régimen de transporte en línea regular, así como el transporte de grandes cantidades de mercancía en un mismo embarque. El flete y las condiciones de transporte están sujetos en cada caso a una negociación, que se reflejará en la «póliza de fletamento». En general, no incluyen los costes de carga-descarga ni estiba-desestiba.

### Términos de embarque y entrega
Las condiciones de contratación del flete en el fletamento por viaje se reflejan en los siguientes «términos de embarque», que se recogen en la póliza de fletamento:
- FIO, Free In and Out, significa que tanto la carga (in) como la descarga (out) están libres de cargos para el armador-fletante. El flete no incluye los gastos de carga y descarga, que serán asumidos por el fletador o receptor, respectivamente.
- FIOS, Free In, Out and Stowed, además de la carga y la descarga, las operaciones de estiba están libres de cargos para el naviero. El flete no incluye los gastos de carga y descarga, ni la estiba, si la mercancía la precisa.
- FIOST, Free In, Out, Stowed and Trimmed, además de la carga, la descarga y las operaciones de estiba, los gastos de «trimado»[Nota 5] están libres de cargos para el armador.